# Prescott, Arizona
Prescott je grad u američkoj saveznoj državi Arizona. Prema popisu stanovništva iz 2010. u njemu je živjelo 39,843 stanovnika.